# Brayan Ríos
Pour les articles homonymes, voir Rios.
Ríos  Rosales est un nom espagnol. Le premier nom de famille, en général paternel, est Ríos ; le second, en général maternel, souvent omis, est Rosales.
Brayan Ríos Rosales, né le 9 novembre 1992, est un coureur cycliste guatémaltèque.

## Palmarès et résultats

### Palmarès par année
- 2014
  -  Champion du Guatemala du contre-la-montre espoirs
  - 3e du championnat du Guatemala sur route espoirs
- 2017
  - 3e du championnat du Guatemala du contre-la-montre
- 2018
  - 2e du championnat du Guatemala de poursuite
- 2019
  - Grand Prix Chapín
  - 2e du championnat du Guatemala du contre-la-montre
  -  Médaillé de bronze du championnat d'Amérique centrale du contre-la-montre
- 2023
  - 2e étape du Tour du Honduras
  - 3e du championnat du Guatemala du contre-la-montre

### Classements mondiaux
| Année            | 2014 | 2015 | 2016 | 2017 | 2018 | 2019 |
| ---------------- | ---- | ---- | ---- | ---- | ---- | ---- |
| UCI America Tour | 219e |      | 284e | 214e |      | 79e  |